# بيرت جونز
بيرت جونز (بالإنجليزية: Bert Jones)‏ هو سياسي أمريكي، ولد في 26 مايو 1962 في ريدسفيل في الولايات المتحدة. حزبياً، نشط في الحزب الجمهوري.

## وصلات خارجية
- الموقع الرسمي